# Linyuan
Linyuan (chinesisch 林園區, Pinyin Línyuán Qū) ist ein Stadtbezirk von Kaohsiung in der Republik China (Taiwan).

## Beschreibung
Linyuan ist der am südlichsten gelegene Bezirk Kaohsiungs und liegt an der Grenze zum benachbarten Landkreis Pingtung an der Küste zur Taiwanstraße. Die Grenze bildet der Fluss Gaoping, der hier in die Taiwanstraße mündet. Geologisch besteht das Gelände von Linyuan überwiegend aus Schwemmland, dass durch den Gaoping heranstransportiert worden ist.
Im Westen grenzt Linyuan an den Stadtbezirk Xiaogang, im Norden an den Stadtbezirk Daliao und im Osten an die Landgemeinde Xinyuan im Landkreis Pingtung.

## Geschichte
Die Gegend von Linyuan ist schon seit einigen Tausend Jahren menschlich besiedelt. Die archäologischen Stätten von Fengbitou (鳳鼻頭,  Fèngbítóu) oder Zhongkengmen (中坑門,  Zhōngkēngmén) im Ortsteil Zhongmen zählen zu den bedeutendsten Fundstätten in Südwest-Taiwan. Hier wurden menschliche Artefakte wie verschiedene Steinwerkzeuge gefunden, die auf ein Alter von 4400~6500 Jahren datiert wurden. In den Anfängen der Zugehörigkeit Taiwans zum Kaiserreich China der Qing-Dynastie (ab Ende des 17. Jahrhunderts) war die Gegend von Linbian unter dem Namen Linzibian (林仔邊,  Línzǐbiān – „Waldseite, Waldrand“) bekannt. Nach und nach wurde die Region von Siedlern aus Südchina besiedelt. Die Siedler kamen vor allem aus der Gegend des heutigen Zhangzhou (Provinz Fujian) und brachten von dort auch ihre Bräuche und religiösen Vorstellungen mit, die sich noch heute in den Tempeln Linyuans widerspiegeln. Während der Zeit der japanischen Herrschaft in Taiwan (1895–1945) kam es zu einer Reihe von Verwaltungsreformen, die 1920 zur Bildung des heutigen Linbian führten. Die japanische Verwaltung verkürzte alle Ortsnamen auf zwei Schriftzeichen und aus Linzibian wurde zunächst Linbian. Damit war aber eine Namensgleichheit mit einer Gemeinde im heutigen Landkreis Pingtung gegeben, so dass Linbian in Linyuan („Waldgarten“) umbenannt wurde, was im Japanischen ähnlich ausgesprochen wird. Zur japanischen Zeit war Linyuan ein ‚Dorf‘ (林園庄,  Línyuán zhuāng). 1946, nach Übernahme Taiwans durch die Republik China, wurde aus dem Dorf die ‚Landgemeinde Linyuan‘ (林園鄉,  Línyuán xiāng). Diese war zunächst in 19 Dörfer (村,  Cūn) aufgeteilt und gehörte zum neu gebildeten Landkreis Kaohsiung. 1997 wurden die Dörfer Renai, Wenxian, Guangying und Wufu durch Abtrennung von Linyuan, Donglin, Wanggong und Zizhou neu gebildet. Am 25. Dezember 2010 wurde der gesamte Landkreis in die Stadt Kaohsiung eingegliedert und alle Landkreisgemeinden erhielten den Status von Stadtbezirken (區,  Qū).

## Bevölkerung
Mit etwa 69.600 Einwohnern (2020) gehört Linyuan zu den Stadtbezirken Kaohsiungs mit mittlerer bis höherer Einwohnerzahl. Die große Mehrheit der Bevölkerung sind Hoklo. Ende 2019 lebten 927 Angehörige indigener Völker hier (1,3 %).
| Gliederung Linyuans |
|                     |

## Verwaltungsgliederung
Linyuan ist in 24 Stadtteile (里, Li) untergliedert:
1 Zhongmen (中門里)

2 Gangpu (港埔里)

3 Gangzui (港嘴里)

4 Xixi (西溪里)

5 Zhongyun (中芸里)

6 Fengyun (鳳芸里)

7 Xishan (西汕里)

8 Dongshan (東汕里)

9 Zhongshan (中汕里)

10 Beishan (北汕里)

11 Wufu (五福里)

12 Donglin (東林里)

13 Wenxian (文賢里)

14 Ren’ai (仁愛里)

15 Dingcuo (頂厝里)

16 Gongcuo (龔厝里)

17 Linjia (林家里)

18 Guangying (廣應里)

19 Wanggong (王公里)

20 Linyuan (林園里)

21 Xizhou (溪州里)

22 Tantou (潭頭里)

23 Zhongcuo (中厝里)

24 Linnei (林內里)

## Wirtschaft

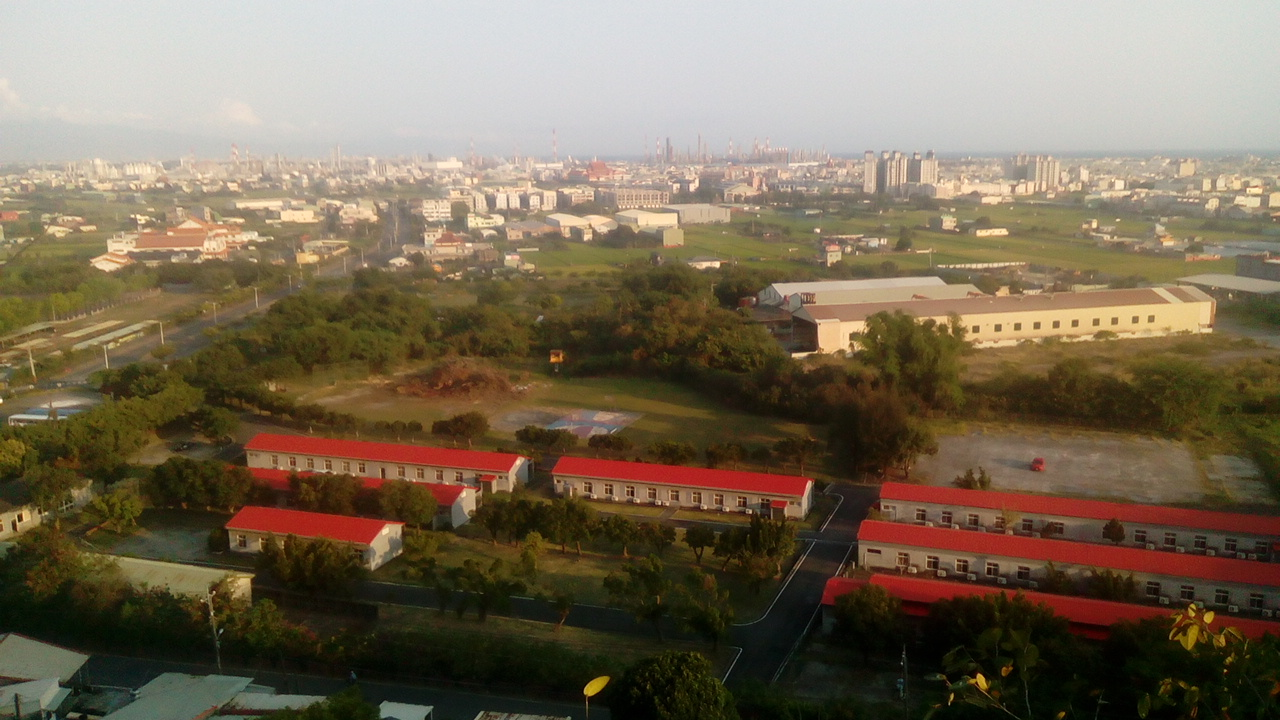
Blick vom Qingshuiyanshan (清水巖山) im Ortsteil Guangying auf den Petrochemie-Industriepark

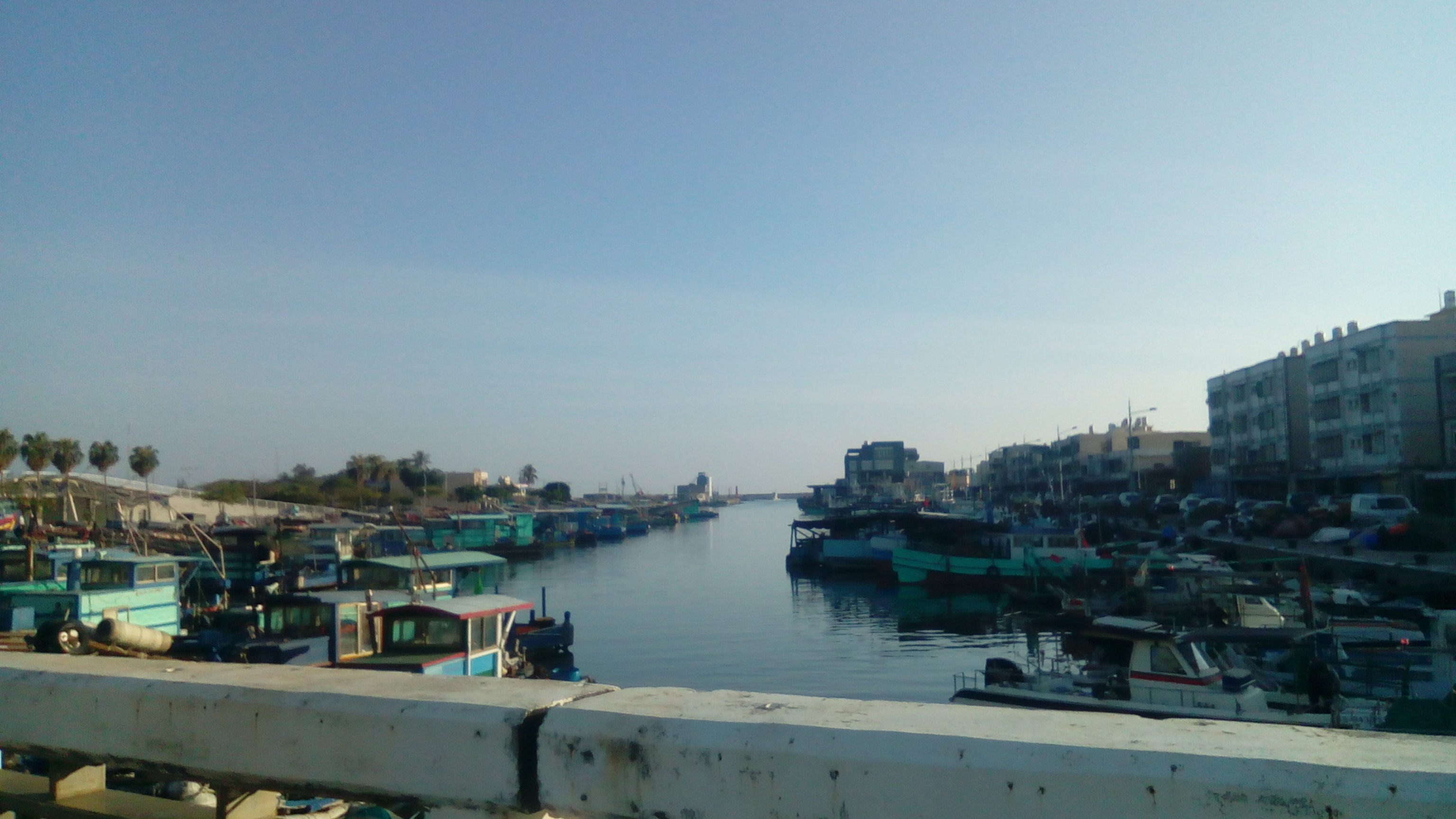
Zhongyun-Fischereihafen

Früher war die Landwirtschaft von großer Bedeutung. Angebaut wurden hauptsächlich Reis und Zuckerrohr. Heute werden vorwiegend Winterzwiebeln, Gurken, „Meinong-Melonen“ (美濃瓜) und verschiedene Gemüse angebaut. Es gibt zwei Fischereihäfen: Zhongyun und Shanwei (汕尾, in Zhongshan). In der Küstenfischerei werden vor allem Acetes intermedius (eine kleine Garnelenart), Spratelloides gracilis, Glasaale und Großkopfmeeräschen gefangen. Kultiviert werden Haliotis japonica (ein Seeohr), verschiedene Zackenbarscharten, Milchfisch, Barramundi und Leiognathus equulus (eine Ponyfischart).
Linyuan ist ein Zentrum der petrochemischen Industrie in Taiwan. Dieser Industriezweig wurde in den Jahren 1973 bis 1975 im Rahmen einer staatlich gesteuerten Industrieentwicklung in Linyuan angesiedelt und aufgebaut. In dem 404 ha großen Industriepark sind mehr als zwei Dutzend Anlagen von Chemieunternehmen lokalisiert. Die größten Anlagen gehören der CPC Corporation, Taiwan.

## Verkehr
In Linyuan gibt es drei größere Straßen: die Provinzstraße 17, die von Westen ungefähr parallel zur Küste nach Osten zieht und den Gaoping überquert und die beiden Provinzstraßen 25 und 29, die beide in Nord-Süd-Richtung verlaufen, bevor sie in die Provinzstraße 17 einmünden.

## Sehenswürdigkeiten
Nahe der Küste befindet sich ein kleiner Naturpark, das Meeresfeuchtgebiet Linyuan (林園海洋溼地公園,  Línyuán Hǎiyáng Shīdì Gōngyuán, englisch Linyuan Ocean Wetland Park, ), das für das häufige Vorkommen von Borstenwürmern und Quallen bekannt ist.
Im Qingshui-Tempel (清水寺,  Qīngshuǐ sì, ) im Ortsteil Tantou, der auf das Jahr 1666 zurückgeht, aber mehrfach umgebaut wurde, wird Guanyin verehrt. Der Guangying-Tempel (廣應廟,  Guǎngyīng miào ) im gleichnamigen Ortsteil, in dem Xie An verehrt wird, stammt aus dem Jahr 1787, hat aber ebenfalls mehrere Umbauten im Laufe der Zeit erfahren. Der Sanyuan-Tempel (三元殿,  Sānyuán diàn ) in Zhongcuo ist ein Tempel der drei daoistischen Gottheiten (die drei großen Kaiser) Yao (堯), Shun (舜) und Yu (禹) aus dem Jahr 1946.

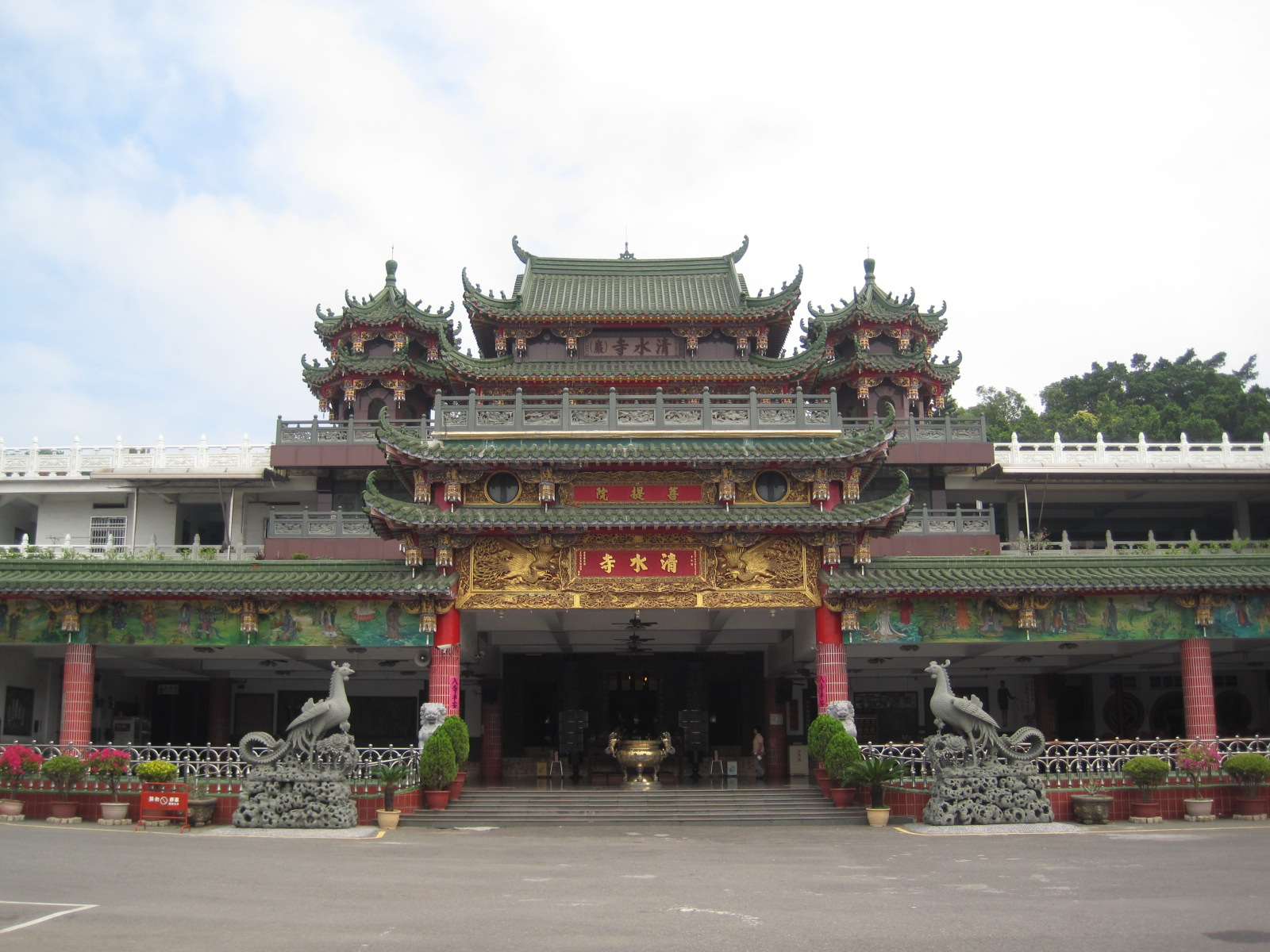
Qingshui-Tempel
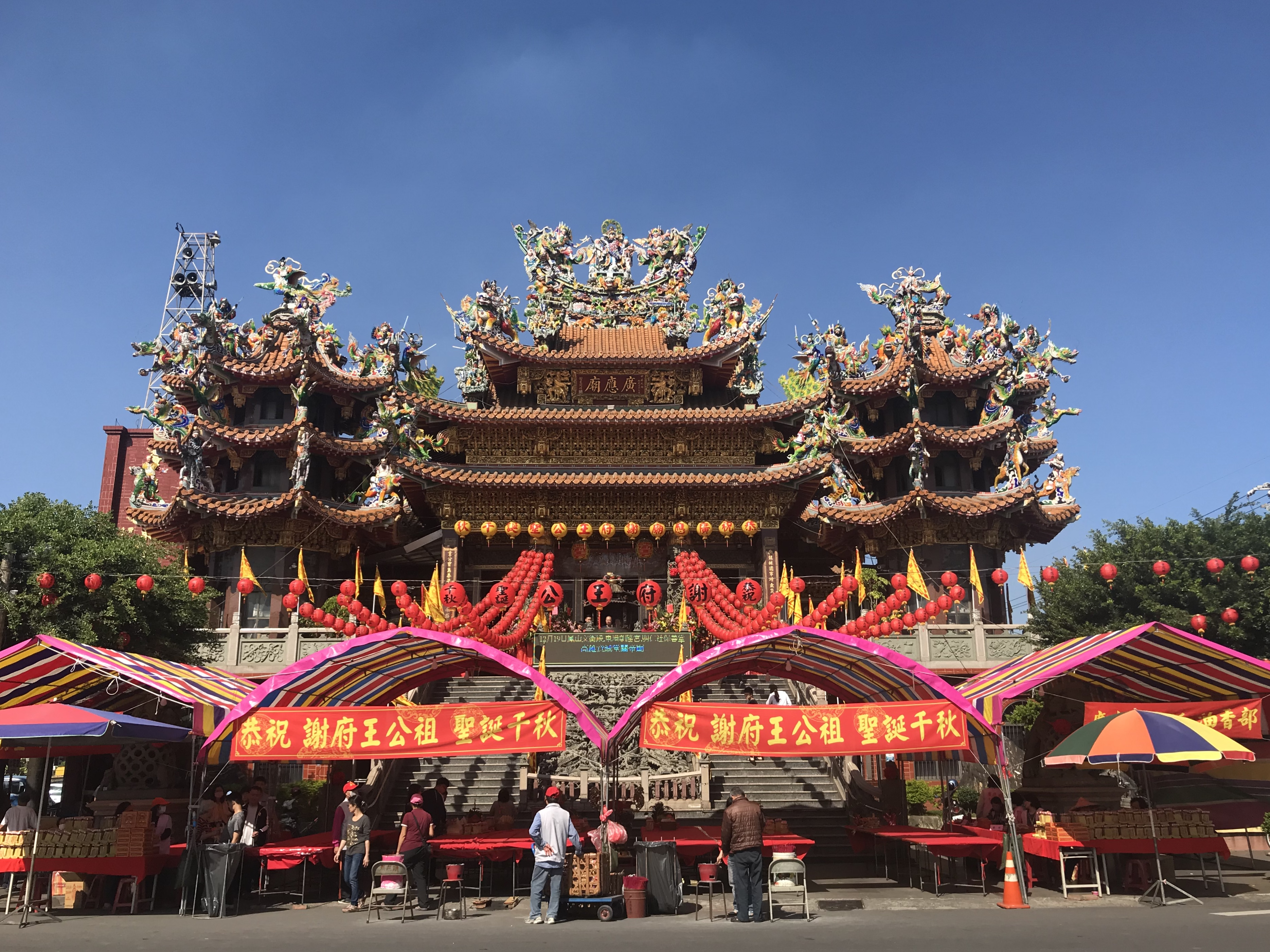
Guangying-Tempel
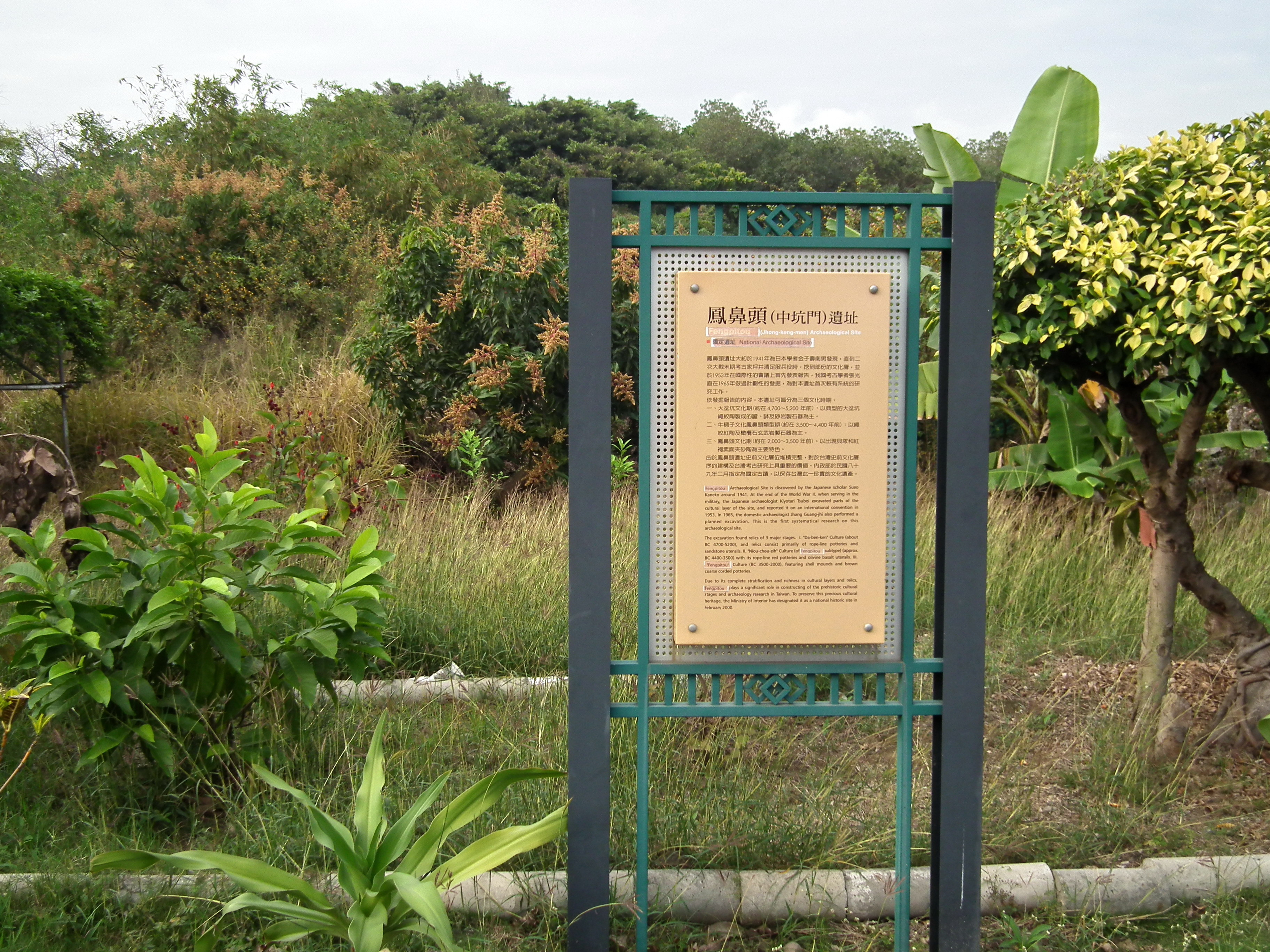
Hinweisschild an der archäologischen Fundstätte Fengbitou